# Leschenaultia townsendi
Leschenaultia townsendi là một loài ruồi trong họ Tachinidae.